# Cypholoron convexum
Cypholoron convexum är en orkidéart som beskrevs av André Schuiteman och De Vogel. Cypholoron convexum ingår i släktet Cypholoron, och familjen orkidéer.
Artens utbredningsområde är Venezuela. Inga underarter finns listade i Catalogue of Life.